# Мобільна віртуальна приватна мережа
Мобільна віртуальна приватна мережа (мобільний VPN або mVPN) - це VPN, яка може зберігатись під час сеансів через зміни фізичної підключеності, точки приєднання до мережі та IP-адреси.  У назві "мобільний" посилається на те, що VPN може змінювати точки підключення до мережі, необов'язково, що клієнт mVPN - це мобільний телефон або що він працює в бездротовій мережі. 
Мобільні VPN використовуються в середовищах, де працівникам потрібно тримати відкритими сеанси роботи протягом усього часу, коли вони підключаються через різні бездротові мережі, стикаються з прогалинами в покритті або призупиняють та відновляють свої пристрої, щоб зберегти час автономної роботи. Звичайний VPN не може вижити такі події, тому що мережа тунель порушується, в результаті чого додатків для відключення, тайм - аут,  не в змозі , або навіть обчислювальний пристрій сам по собі може дійти до збою .  Мобільні VPN зазвичай використовуються в громадській безпеці, догляді на дому, в лікарнях, в управлінні на місцях, комунальних службах та інших галузях.  Все частіше їх приймають мобільні професіонали та робітники.

## Порівняння з іншими типами VPN
VPN підтримує автентифікований зашифрований тунель для безпечного проходження трафіку даних через загальнодоступні мережі (як правило, Інтернет.) Інші типи VPN - це VPN-адреси IPsec, які корисні для з'єднання « точка-точка», коли кінцеві точки мережі відомі та залишаються фіксованими; або SSL VPN, які забезпечують доступ через веббраузер і зазвичай використовуються віддаленими працівниками (операторами зв'язку або діловими поїздками). 
Виробники мобільних VPN розрізняють віддалений доступ і мобільне середовище. Користувач віддаленого доступу, як правило, встановлює з'єднання з фіксованої кінцевої точки, запускає програми, які підключаються до корпоративних ресурсів за потребою, а потім виходить з системи. У мобільному середовищі кінцева точка постійно змінюється (наприклад, коли користувачі бродять між різними стільниковими мережами або точками доступу Wi-Fi ). Мобільний VPN підтримує віртуальне підключення до програми постійно, коли кінцева точка змінюється, обробляючи необхідні мережеві входи, прозорими для користувача. 

## Функції
Нижче наведені функції, загальні для мобільних VPN. 
| Функція               | Опис |
| --------------------- | --- |
| Наполегливість        | Відкриті програми залишаються активними, відкритими та доступними, коли бездротове з’єднання змінюється або переривається, ноутбук переходить у сплячий режим, або переносник користувача призупиняє та поновлює пристрій                                                                   |
| Роумінг               | Основне віртуальне з'єднання залишається неушкодженим, коли пристрій переходить на іншу мережу; мобільний VPN обробляє вхід автоматично |
| Сумісність програми   | Програмні програми, які працюють у "завжди підключеному" дротовому локальному середовищі, працюють над мобільним VPN без змін |
| Безпека               | Забезпечує аутентифікацію користувача, пристрою або обох; а також шифрування трафіку даних відповідно до стандартів безпеки, таких як FIPS 140-2 |
| Прискорення           | Оптимізація зв'язку та стиснення даних покращують продуктивність в бездротових мережах, особливо в стільникових мережах, де пропускна здатність може бути обмежена. |
| Сильна автентифікація | Забезпечує двофакторну автентифікацію або багатофакторну автентифікацію, використовуючи деяку комбінацію пароля, смарт-карти, сертифікату відкритого ключа або біометричного пристрою; вимагається деякими нормативними актами, зокрема для доступу до систем CJIS в правоохоронних органах |

## Управління
Деякі мобільні VPN пропонують додаткові функції управління та безпеки, „обізнані з мобільними“, надаючи відділам інформаційних технологій видимість та контроль над пристроями, які можуть не знаходитись у корпоративних приміщеннях або підключатися через мережі, що не перебувають під безпосереднім управлінням ІТ. 
| Функція                          | Опис |
| -------------------------------- | --- |
| Пульт управління                 | Відображає стан пристроїв та користувачів та пропонує можливість карантинувати пристрій, якщо є можливість, що він може бути загублений або вкрадений |
| Управління політикою             | Забезпечує політику доступу на основі використовуваної мережі, пропускної здатності з'єднання, атрибутів шару-3 та шару-4 ( IP-адреса, порт TCP та UDP тощо), часу доби та в деяких VPN, можливість контролювати доступ за допомогою індивідуального прикладного програмного забезпечення                                                             |
| Якість обслуговування            | Вказує пріоритет, який повинні отримувати різні додатки чи послуги, претендуючи на доступну бездротову пропускну здатність; це корисно для забезпечення доставки найважливіших "важливих для місії" додатків (таких як комп'ютерна допомога для громадської безпеки ) або надання пріоритету потоковим носіям інформації або передачі голосу через IP |
| Контроль доступу до мережі (NAC) | Оцінює статус патчу, захист від антивірусних та антишпигунських програм та інші аспекти "здоров'я" пристрою перед тим, як дозволити з'єднання; і необов'язково може інтегруватися з політикою для автоматичного перенаправлення пристрою |
| Мобільна аналітика               | Дає адміністраторам уявити, як використовуються бездротові мережі та пристрої |
| Сповіщення                       | Попередження адміністраторів проблем безпеки або проблем з підключенням, які впливають на користувачів, доставляються через SMTP, SNMP або syslog |

## Галузі та програми
Мобільні VPN знайшли застосування в різних галузях, де вони надають мобільним працівникам доступ до програмних програм. 
| Промисловість      | Робітники                                                                                                  | Програми |
| ------------------ | --- | --- |
| Громадська безпека | Співробітники міліції, пожежники, персонал швидкої допомоги, реагування на першу чергу                     | Комп'ютерне відправлення, автоматичне розташування транспортного засобу, державне посвідчення водія та реєстраційні знаки транспортних засобів, кримінальні бази даних, такі як Інформаційна система ФБР про кримінальне правосуддя ( CJIS ), програмне забезпечення dashcam, відомча інтранету                                                                 |
| Догляд на дому     | Відвідуючи медсестри, домашні фізичні терапевти та трудотерапевти, помічники по дому та працівники хоспісу | Електронні медичні записи, електронні медичні записи, програми для планування та виставлення рахунків |
| Лікарні та клініки | Лікарі, медсестри та інший персонал                                                                        | Електронні медичні записи, Електронні медичні записи, Системи архівації зображень та комунікацій, Комп'ютеризований запис лікаря, аптека, реєстрація пацієнтів, планування, ведення господарства, виставлення рахунків, облік |
| Польова служба     | Польові інженери, ремонтники                                                                               | Управління на місцях, яке може включати управління взаємовідносинами з клієнтами, управління робочими замовленнями, автоматизовану відправлення та історичні дані щодо обслуговування клієнтів, а також бази даних обладнання для приміщень клієнтів, вимоги доступу та інвентаризацію деталей; відстеження активів, замовлення деталей, доступ до документації |
| Польові продажі    | Торгові представники                                                                                       | Управління відносинами з клієнтами, товарні запаси, виконання замовлення |
| Комунальні послуги | Лімени, монтажники та ремонтники, польові інженери                                                         | Комп'ютерне відправлення, планування, управління робочим замовленням, географічні інформаційні системи, відстеження технічного обслуговування, замовлення деталей, обслуговування клієнтів, програми тестування та навчання |
| Страхування        | Вимоги-регулятори                                                                                          | Системи претензій, оцінка заявок |

## У телекомунікаціях
Мобільний VPN у телекомунікаційному зв’язку - це функція, яке забезпечує мобільність користувачів даних та забезпечує безпечний доступ до мережі з передбачуваною роботою. Мобільність користувача визначається як безперебійне з'єднання або можливість залишатися на зв’язку та спілкуватися з віддаленою мережею передачі даних, змінюючи мережевий носій доступу або точки з'єднання. 
У 2001 році компанія Huawei випустила продукт під назвою "MVPN". У цьому випадку "MVPN" мало інше значення від того, як цей термін використовували б пізніші галузеві джерела.  Продукт Huawei був зосереджений на наданні користувачам безшовної корпоративної телефонної системи, будь то на настільних телефонах або мобільних пристроях. Хоча вебсторінка більше недоступна, компанія оголосила, що їх MVPN має такі переваги перед стандартною телефонною системою: 
- Прямий зв'язок - корпоративна мережа стає частиною мережі мобільного оператора через пряме з'єднання
- Приватний номерний номер - комунікація підходить до організації компанії
- Корпоративна бізнес група - всі офіси та працівники є частиною однієї загальної групи, яка включає всі мобільні та настільні телефони
- Короткий набір - короткий номер для доступу до кожного працівника, без лічильника на його мобільному або настільному телефоні
- Smart Divert - просте переадресація в межах групи компаній
- Групи та підгрупи - У межах групи можна визначити декілька підгруп з різними змінами, а також з окремим планом нумерації
- Контроль дзвінків - певні напрямки можуть бути дозволені або заборонені як на мобільних, так і на настільних телефонах.